# Val Morteratsch
Das Val Morteratsch ist ein durch Gletscherschwund entstandenes Tal in der Gemeinde Pontresina im Kanton Graubünden. Es beginnt an der Nordflanke des Piz Bernina, verläuft in gerader Linie von Süden nach Norden und mündet nach circa 8 Kilometern bei Morteratsch ins Val Bernina.

## Geographie
Im Westen des Tales liegt der Piz Boval, im Osten der Munt Pers. Im oberen Teil des Tales liegt der Morteratschgletscher. Die Bezeichnung Val Morteratsch ist neueren Datums und dem Namen des Val Roseg (dt. Rosegtal) nachempfunden, das durch den Roseggletscher entstand. Deshalb ist der Name Val Morteratsch noch nicht auf den Landeskarten der Schweiz zu finden. Durchflossen wird es von der gletschergespiesenen Ova da Morteratsch.
Im vorderen Val Morteratsch wachsen Bäume auch am Talgrund. Der Gletscher hat sich dort schon vor über 100 Jahren zurückgezogen. In der Nähe der Gletscherzunge liegt der Gletscherrückzug noch nicht so lange zurück. Am Talgrund wachsen aber schon Sträucher, Bäume gibt es aber höchstens oberhalb der Seitenmoränen.

## Tourismus und Verkehr
Das Val Morteratsch ist durch die gleichnamige Station der Berninabahn erreichbar. Ein Wanderweg führt in rund 50 Minuten zum Gletscherstand der 2010er Jahre, bis zum derzeitigen Gletschertor (2024) sind weitere 30 Minuten auf einem Bergwanderweg zu gehen bzw. kurz zu klettern. Ebenfalls über einen Bergwanderweg ist die Bovalhütte des SAC erreichbar. Wegen der leichten Erreichbarkeit und der nahen Bovalhütte wird der Morteratschgletscher für die alpinistische Eisausbildung benutzt. Am Eingang des Morteratschtals befindet sich ein für Kinder geeigneter Klettergarten mit Routen aller Schwierigkeitsgrade bis VII. Auch bei der Bovalhütte wurde ein Klettergarten eingerichtet.
Der Wanderweg im Val Morteratsch ist auch im Winter begehbar. Zudem gibt es eine anspruchsvolle Langlaufloipe sowie eine Gletscherabfahrtsroute von der Diavolezza.

## Namensherkunft
Volksetymologisch wird der Name Morteratsch durch die Schweizer Sage Die Jungfrau vom Morteratsch erklärt. Die reiche Bauerntochter Annetta aus Pontresina verliebt sich in Viehhüter Aratsch, ihre Eltern jedoch sind gegen die Beziehung. Die Bedingung des Vaters: Der Senn kriegt die einzige Erbin aus wohlhabendem Haus nur, wenn er Reichtum erlangt. Der Vater setzt durch, dass der Hirt aus dem Bündner Oberland im nächsten Sommer nicht mehr als Hirt auf der Alp arbeiten darf.
Aratsch ging als Soldat ins Ausland, und Annetta litt vor Kummer und Sehnsucht. Die Eltern hätten mittlerweile in eine Heirat eingewilligt, doch der Jüngling ist nicht auffindbar. Kurz bevor er nach jahrelangem Fernbleiben als Offizier nach Pontresina zurückkehrt, stirbt Annetta. Daraufhin reitet er zur Alp hinauf und springt samt Pferd in den dahinterliegenden Gletscher. Niemand hat ihn je wiedergesehen.
Der Geist des Mädchens treibt sich daraufhin Nacht für Nacht auf der Alp herum, man hört sie immer wieder klagen: „Mort Aratsch“ (deutsch: Aratsch ist gestorben, siehe: Morteratsch). Doch der zuständige Senn mag die Erscheinung und lässt sie gewähren, denn er merkt, dass die Kühe mehr Milch geben, kaum mehr ein Tier verunglückt und der Rahm fetter ist als vorher.
Sein Nachfolger jedoch verweist den Geist der Annetta von der Alp, worauf ein Gewitter aufzieht und sie einen Fluch ausspricht: «Schmaladida saja quaist’ alp e sia pas-chüra!» (deutsch: Verflucht sei diese Alp samt ihren Weiden). Von da an ist der Segen der Alp dahin, sie muss schon bald verlassen werden. Die Weiden werden immer magerer, und der Gletscher rückt aus der Schlucht dahinter zusehends vor und bedeckt die Alp, die Hütte und dazu das ganze Seitental weit gegen den Berg hinauf, der seither Munt Pers (verlorener Berg) heisst.

## Galerie

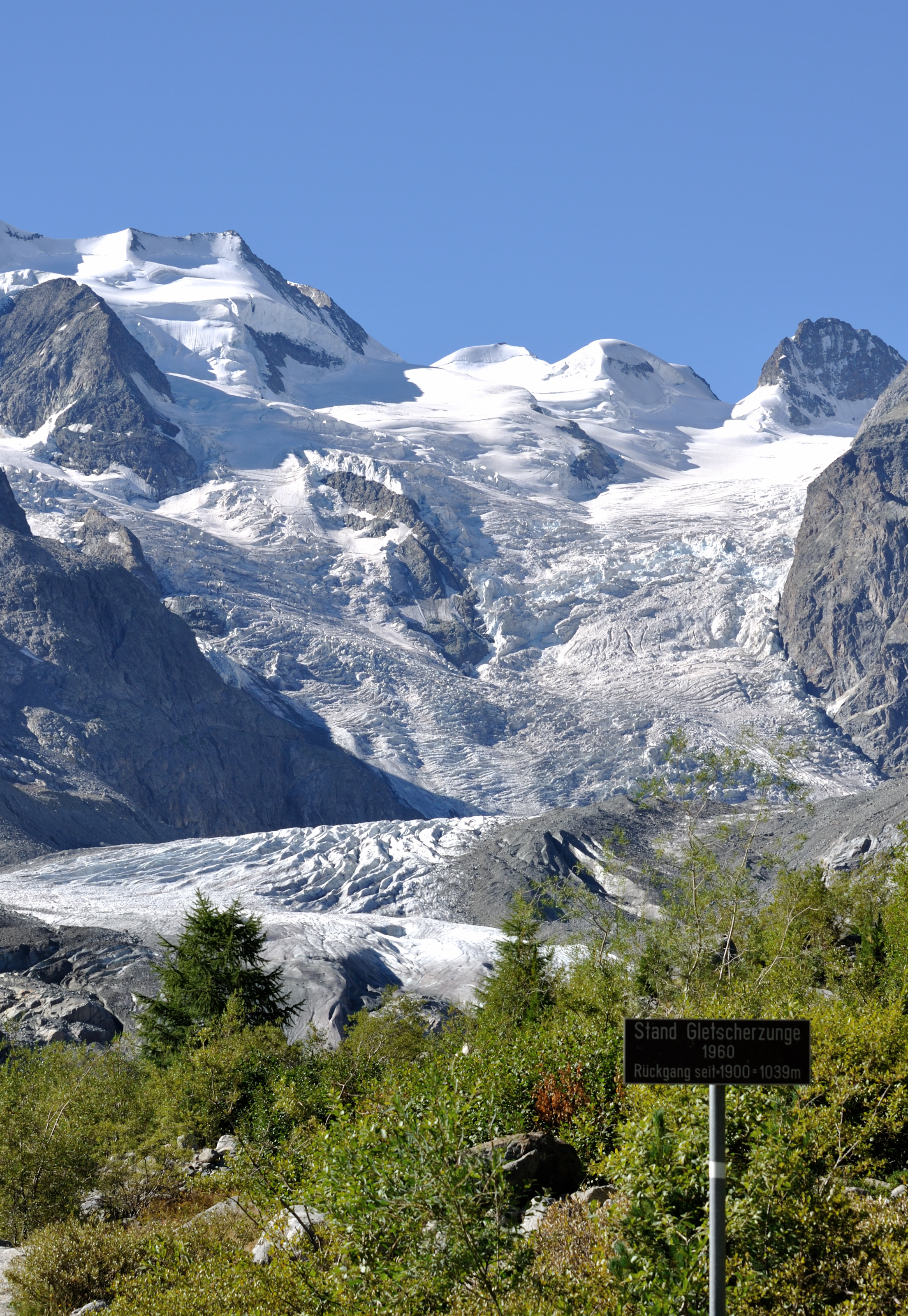
Blick auf den Morteratschgletscher
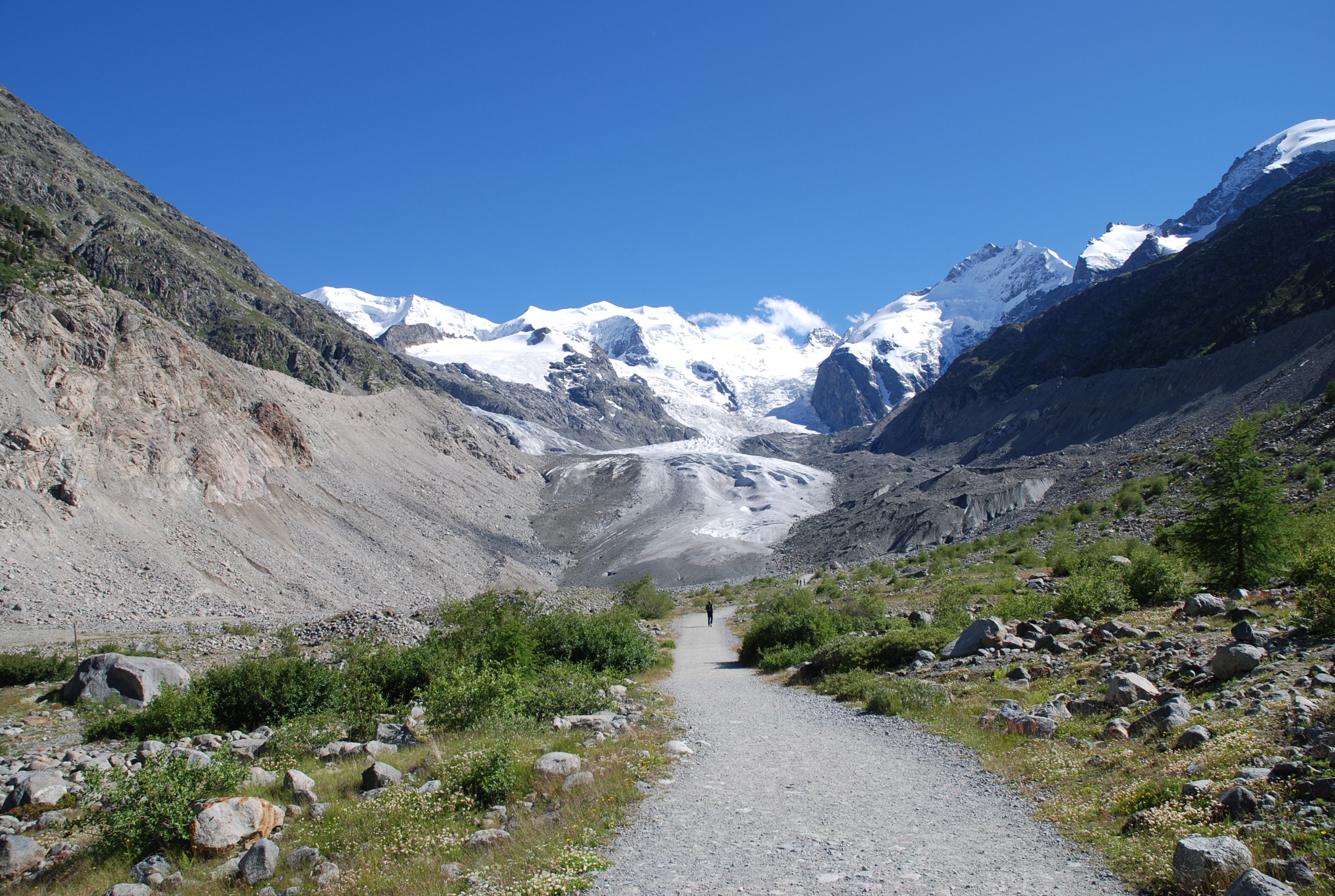
Blick auf den Morteratschgletscher
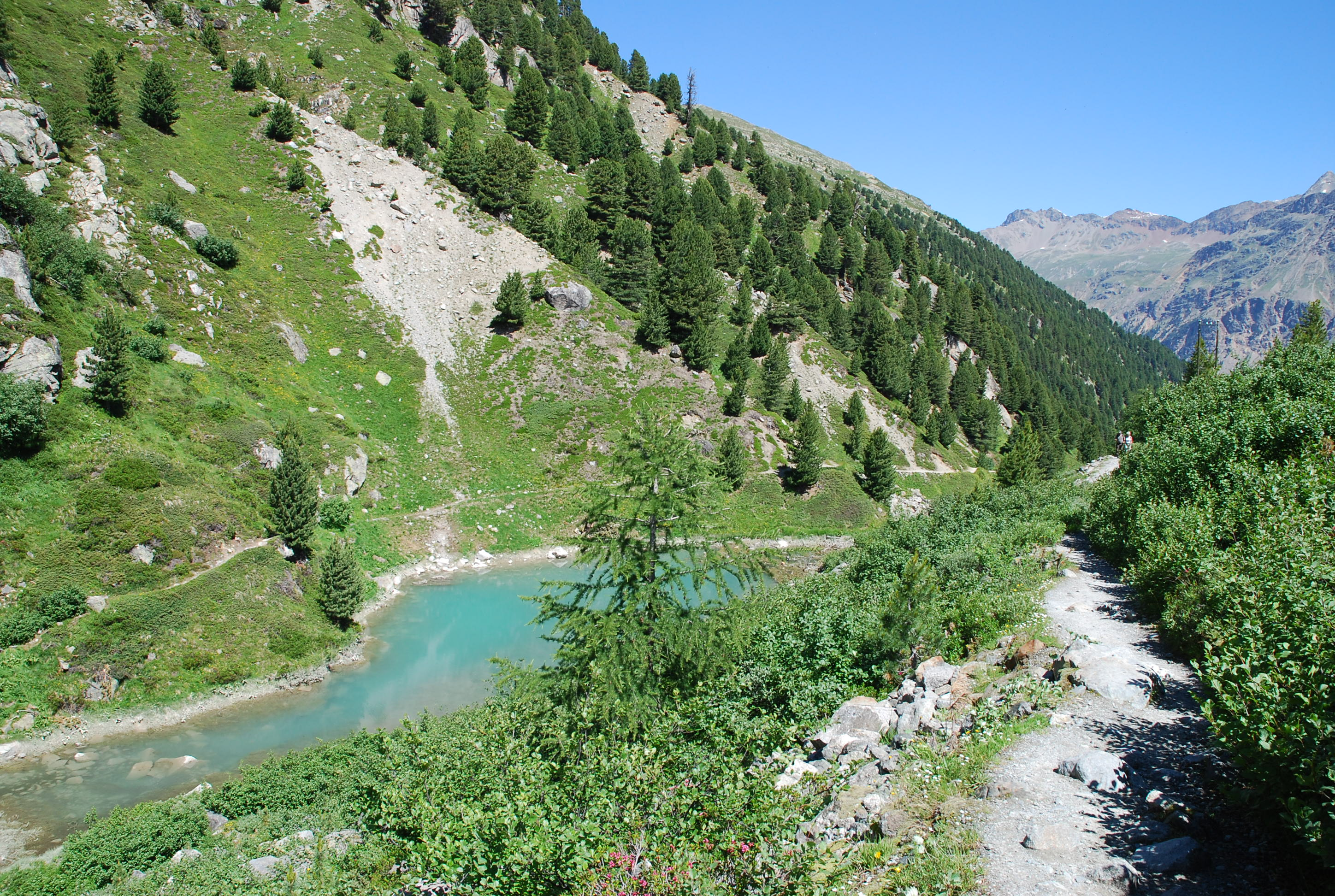
Blick ins Tal
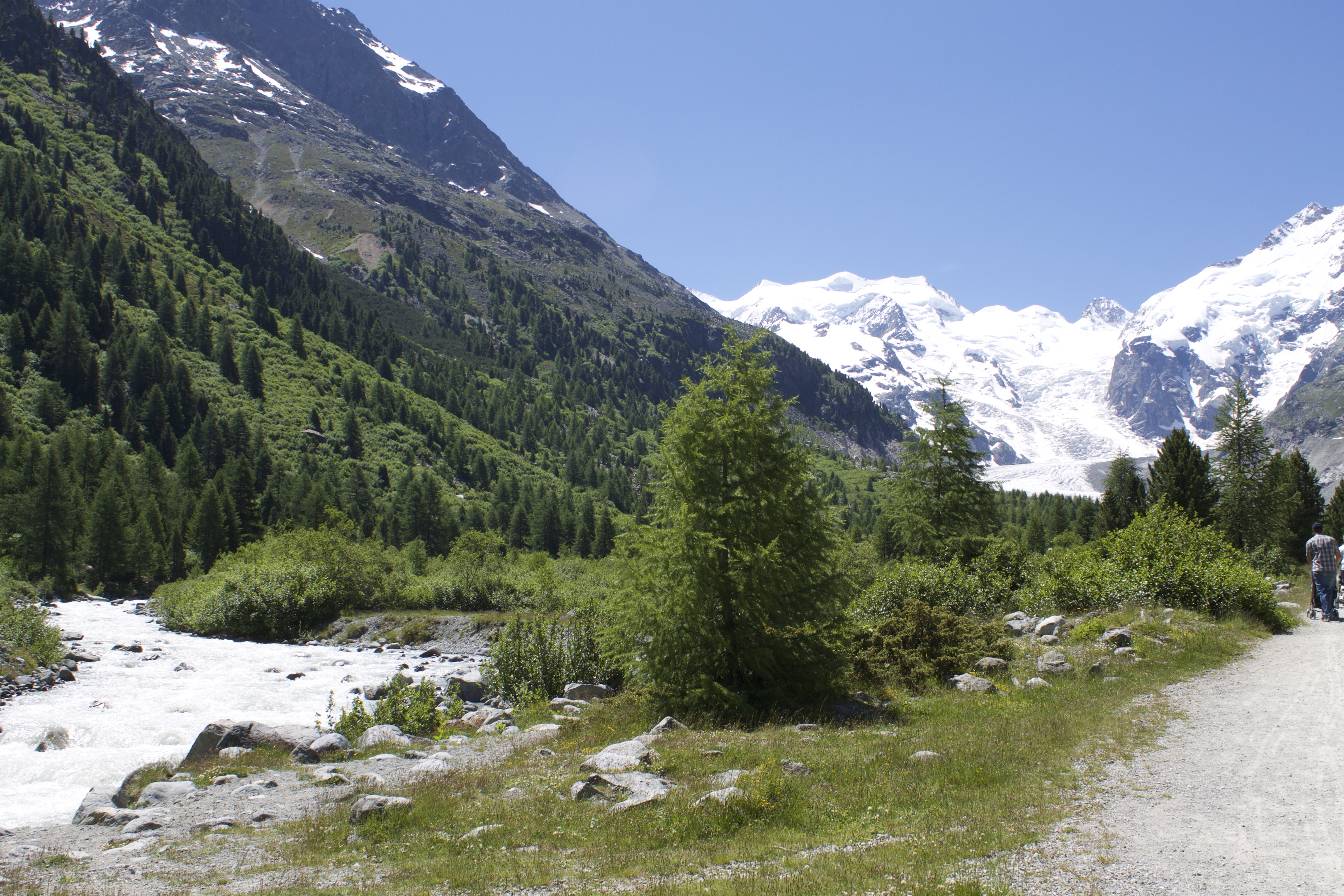
Val Morteratsch
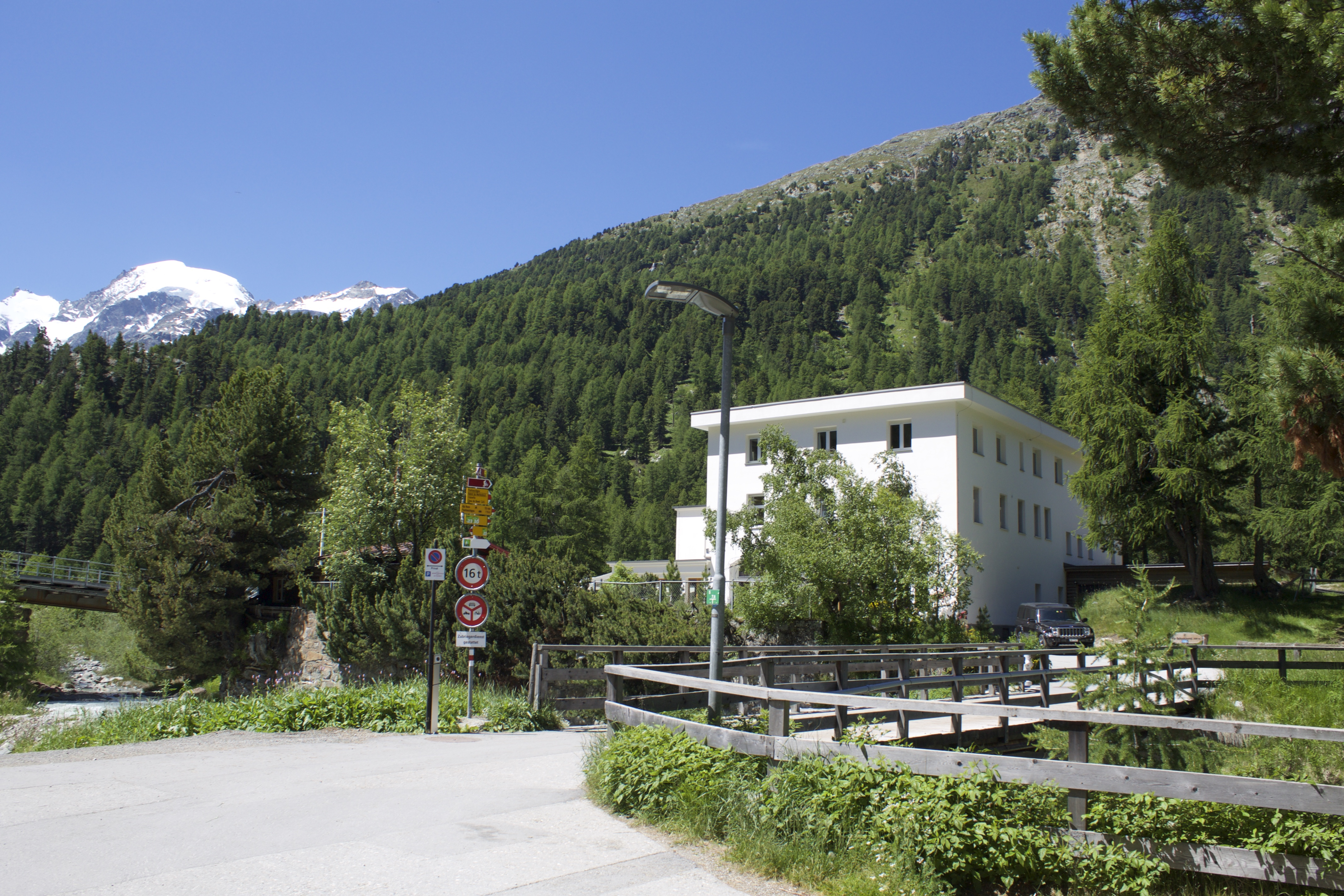
Eingang ins Val Morteratsch